# 实验与理论物理学杂志快报
《实验与理论物理学杂志快报》（俄语：Письма в Журнал экспериментальной и теоретической физики），是一份俄罗斯物理学学术期刊，亦是俄罗斯最重要的物理学期刊之一。此刊的前身是《实验与理论物理学杂志》的《读者来信》，1965年起独立设为《实验与理论物理学杂志快报》。刊物涉及物理学所有领域的基础理论和实验研究，包括凝聚态物质、引力、场论、基本粒子和原子核、等离子体、非线性物理学、量子信息、生物物理学等。刊物主要刊登新近、简短的物理学论文，每月出两刊。